# Jang Young-ran
Jang Young-ran (장영란?, 張瑛蘭?, Jang Yeong-nanLR, Chang YŏngnanMR; 19 settembre 1979) è una cantante, attrice e VJ sudcoreana.
Dopo aver debuttato nel 2003 come VJ del canale televisivo musicale Mnet Korean, ha iniziato a partecipare a numerosi talk show. A maggio del 2009 ha debuttato musicalmente, pubblicando l'album The Mask con lo pseudonimo di Rani.

## Discografia
- 2009: The Mask (라니)

## Filmografia

### Serie televisive
- 2008: Our Home (SBS)
- 2007: Insooni is Pretty (KBS)
- 2007: Hello! Baby (KBS)
- 2005: Marry a Millionaire (SBS)

### Film
- 2007: Donggabnaegi Extracurricular Lesson 2

### Apparizioni televisive
- 2008: The Great Wall: Love of the Night
- 2005: Real time Saturday/Love Letter (SBS)
- 2003: TV entertainment Night
- 2003: Mnet PHONE 2 FUN
- Ongamenet Game Journalist

### Musical
- 2006: Scissors Family

### Radio
- 2008: Jang Youngran's Sensitivity Club